# Lifes Rich Pageant
《Lifes Rich Pageant》는 1986년 7월 28일에 발매된 미국의 얼터너티브 록 밴드 R.E.M.의 네 번째 스튜디오 음반이다. R.E.M.은 인디애나주 벨몬트에 있는 존 멜런캠프의 벨몬트 몰 스튜디오에서 녹음된 이 음반의 프로듀싱을 위해 돈 게먼을 선택했다. 이 음반은 그들의 초기 음반들의 더 모호하고 조밀한 사운드에서 접근하기 쉽고 하드 록의 영향을 받는 품질로 그들을 이동시킨 게먼과 함께 녹음한 유일한 음반이었다. 이 음반은 비평적으로 좋은 평가를 받았다.

## 배경
커버 아트는 드러머 빌 베리가 상반부에, 환경을 주제로 한 아메리카들소 한 쌍이 하반부에 있는 사진이다. 버펄로 빌도 연상된다.
R.E.M.의 팬층이 칼리지 록의 경계를 넘어서 성장하기 시작하면서, 《Lifes Rich Pageant》는 당시 빌보드 200 차트에서 21위로 정점을 찍고, 밴드의 첫 번째 골드 레코드를 예고하며 미국에서 가장 상업적으로 성공한 음반임을 증명했다. 영국에서, 이 음반은 43위를 기록했다.
《슬랜트 매거진》은 이 음반을 "1980년대 최고의 음반" 목록 52위에 올려 놓았으며, "《Lifes Rich Pageant》는 밴드의 형성기와 상업적 우위 사이의 거의 매끄러운 전환이다"라고 말했다.

## 평가
| 전문가 평가                       | 전문가 평가 |
| 평가 점수                         | 평가 점수   |
| 출처                              | 점수        |
| --------------------------------- | ----------- |
| AllMusic                          | [ 9 ]       |
| Chicago Tribune                   | [ 10 ]      |
| Christgau's Record Guide          | B+          |
| The Encyclopedia of Popular Music | [ 12 ]      |
| Entertainment Weekly              | A           |
| The Guardian                      | [ 14 ]      |
| Pitchfork                         | 8.8/10      |
| Q                                 | [ 16 ]      |
| Rolling Stone                     | [ 17 ]      |
| The Rolling Stone Album Guide     | [ 18 ]      |
| Uncut                             | [ 19 ]      |

리뷰 애그리게이터 메타크리틱에 따르면 《Lifes Rich Pageant》는 20개의 비평가 점수 중 100점 만점에 93점이라는 가중 평균 점수에 기반하여 "보편적인 찬사"를 받았다. 《팝매터스》는 이를 "12장의 필수 1980년대 얼터너티브 록 앨범" 목록에 포함시켰다.
《롤링 스톤》에 대한 현대 평론을 쓴 앤서니 드커티스는 그것을 "약간 결함이 있긴 하지만, 훌륭하고 획기적"이라고 칭송하며, "R.E.M.이 만든 가장 겉으로 보이는 기록"이라고 칭송했다. 그것은 "작년 '재건 우화'의 어두운 남부 민속 예술성을 이어나가고" "도덕적 기로에 선 한 나라의 소용돌이치는 인상적인 초상화를 그린다"고 말했다. 로버트 크리스트가우는 이전 음반들에 비해 진전이 부족하다고 불평한 무시하는 논평에서 그 음반에 B+를 주었다.

## 곡 목록
모든 곡들은 특별한 언급이 없는 한 빌 베리, 피터 벅, 마이크 밀스 그리고 마이클 스타이프가 작사/작곡하였다.
| #  | 제목                      | 재생 시간 |
| -- | ------------------------- | --------- |
| 1. | 〈Begin the Begin〉       | 3:29      |
| 2. | 〈These Day〉             | 3:24      |
| 3. | 〈Fall on Me〉            | 2:50      |
| 4. | 〈Cuyahoga〉              | 4:19      |
| 5. | 〈Hyena〉                 | 2:50      |
| 6. | 〈Underneath the Bunker〉 | 1:25      |

| #  | 제목                         | 작사·작곡                | 재생 시간 |
| -- | ---------------------------- | ------------------------ | --------- |
| 1. | 〈The Flowers of Guatemala〉 |                          | 3:55      |
| 2. | 〈I Believe〉                |                          | 3:49      |
| 3. | 〈What If We Give It Away?〉 |                          | 3:33      |
| 4. | 〈Just a Touch〉             |                          | 3:00      |
| 5. | 〈Swan Swan H〉              |                          | 2:42      |
| 6. | 〈Superman〉                 | 미첼 보틀러, 게리 제클리 | 2:52      |